# 小行星4822
小行星4822（英語：4822 Karge）是一颗围绕太阳公转的小行星。1986年10月4日，愛德華·鮑威爾在可可尼诺县发现了此天体。
这颗小行星的绝对星等为264.4841259825353等。